# Papashanty Saund System
Papashanty o Papashanty Sound System es una banda de Venezuela que mezcla diferentes tipos de estilos musicales tales como el Ska, Reggae, Hip Hop, Dancehall, Drum and Bass, entre otros. 

## Historia
Nace en Caracas,  Venezuela, producto de la reunión de músicos de diferentes bandas con gran trayectoria nacional e internacional, a causa de un encuentro casual en un concurrido local del este de la ciudad, logrando impresionar al público, así como muchos músicos, periodistas y críticos musicales entre los presentes, posteriormente comienzan a reunirse para lograr la fusión y presentar su música con letras "super positivas" que alegran y dan fuerza.

## La Banda
- Voces: Juan David Chacón OneChot[2][3] Negus Nagast

- Voces: Oscar Pastorelli Paparazzi Balcón Zone Records

- Batería: Danel Sarmiento[4] DanLee Desorden Público

- Teclas: Alejandro Turola Chonto Chonto Musik Circo Vulkano

- Bajo: Raul Mota Mota Jah Bafana Big Landing Orchestra

- Guitarra: William Guzman Magú Desorden Público Circo Vulkano kp9000

- Antiguos Miembros: Voces: Bostas Brain La Corte

## Mensaje y Filosofía
Podría resumirse el mensaje que transmiten con sus canciones como Música de paz, música de amor, Son pacifistas y ecologistas.

¨"No se trata de evangelizar con la música ni nada de eso, cada uno tiene sus creencias religiosas. Lo que buscamos es dar buena vibra, paz, música y sacar lo mejor de nuestras creencias para que exista armonía", comenta Dan Lee en entrevista a la revista Rolling Stone (Argentina) y publicada en Portal La Nación

## Participación en Festivales
- Festival Nuevas Bandas 2003, (Caracas)
- Festival Día de la Juventud 2003, UCV (Caracas)[6]
- Festival Día de la Juventud 2004, UCV (Caracas)
- Festival 100% rock venezolano 2005, (Valencia, Carabobo)
- Festival de Música Mestiza 2005
- Festival Hip Hop 2005
- Festival Positivo 2005 (Tegucigalpa, Honduras)
- Caracas Pop Festival 2005, Caracas
- Festival Nuevas Bandas 2005, (Caracas)
- Festival Vibraciones de América 2007 (México)
- Festival Ollin Kan 2008 (México)
- Festival Rock al Parque 2006 (en Bogotá, Colombia)[7]
- II festival de la juventud Plaza cultural la Santamaría 2007 (Bogotá, Colombia)
- Festival 100% Rock venezolano 2007 (Valencia, Carabobo)
- Green Moon Festival 2007 (Bogotá, Colombia)
- Festival Feria del sol 2007 Mérida[8]
- Festival Extremo 2008 (México)[9]
- Festival Kikiriwiki USB 2008 (Caracas)

## Reconocimientos
- Mejor Banda en vivo del 2003:  Premios Pop & Rock 2004
- Banda Embajadora de Amnistía internacional 2004
- Mejor Banda Emergente del 2004: Premios Urbe 2004
- Mejor Banda en Vivo del 2004:  Premios Pop & Rock 2005
- Mejor Banda Nacional del 2004: Premios Pop & Rock 2005

## Discografía
Ashanty Granpa
Formato: CD 120mm 
Deposito Legal FD2522005124 
Fecha de Lanzamiento: 23 de abril de 2005 (Venezuela)

Asistencia: 2500 Personas 
1. Melodic Dub
2. Himno Shanty
3. Celebración
4. Música de Paz
5. Feel de Flow
6. Por la Raza
7. Abre los Ojos
8. Woo no no
9. Police & Soldiers
10. Roots
11. Conexión
12. Evolución
13. All Right

Producido por  Fidel Goa / Paparazzi
Grabación en los estudios 10d2 / Mantra y Mezcla en  Sala de Máquinas por Fidel Goa 
Masterizado por Mad Professor "Dark Phantom" en el estudio Ariwa Sound Ltd, Londres,Inglaterra 
Asistencia y Dirección : Paparazzi y Danel Sarmiento  
Apoyo técnico Francesco Imbriaco y Javier Domínguez 
Todos los temas fueron compuestos por PapaShanty 
Excepto "Musica de paz - Abre los ojos y Roots" Escritos y Compuestos por Paparazzi 
El Track 1: contiene compases grabado e incluido por la banda a modo de cover/tributo, un fragmento del tema de Another Brick In The Wall, Pt. 2 ℗1979 by Roger Waters,(Dicho fragmento que se grabó e incluyó en éste Track 1, Fue utilizado única y exclusivamente en la parte correspondiente a los coros, el resto del Track tanto en la letra y en la música son autoría original de PapaShanty)
El Track 6: contiene al inicio un samples referencial del temaArmagidedom Time ℗1979 by W.Williams y J.Mitoo, 
(el resto del Track tanto en la letra y en la música son autoría original de PapaShanty) 
El Track 8: contiene compases y guía melódica instrumentada por la banda y utilizada como base e inspiración a modo de cover/tributo del tema de  One Step Beyond ℗1964  by Prince Buster (Cecil B.Campbell), (La letra y los coros son autoría original de PapaShanty)
Sonido de la mar grabado por Danel Sarmiento en Pto Colombia,Choroni,Venezuela 

En 2008 prepararon un nuevo disco, que no ha sido editado hasta el día de hoy, el mismo fue grabado en Caracas entre Mantra Studio y Tumbador Estudio, producido por Oscar Pastorelli Paparazzi y Fidel Goa, el cual se Pre mezcló y Pre masterizado en SAE Institute Madrid, España por Paparazzi & Fidel Goa.  Album Por Editar